# 先天诱发机制
先天诱发机制（AAM）在動物行为学中本能理论里是界乎于钥匙刺激和先天 本能运动的一个环节。 这其实是一个总的概念，概括了神经系统的所有功能，它要过滤刺激，并对特定的刺激产生合适的应答行为。
但是众多的实验使得这个概念迅速“软化”。人们从经验出发，AAM可作如下修改：
- 通过学习被改变的先天诱发机制（durch Erlernen veränderter AAM） (EAAM ):从观察可得知，先天的行为方式与学而知之的行为方式是密不可分的，成为行为复合体;这被称为通过学习被改变的先天诱发机制;
- 后天诱发机制（erworbene Auslösemechanismen） (EAM):在日常生活中可以观察到很多这种习得性诱发机制(EAM)的例子。EAM中刺激和反应和AAM一样紧密地偶联在一起。反射可看作EAM的基本模式，而通过铭印习得的行为也算其一。

## AAM与钥匙刺激
行为观察者很早就注意到,很多新生动物一出生就能够摄食：刚孵化出来的小鸡好像早就知道什么是饲料并且懂得如何啄食。哺乳类动物一出生不需要学，就会去吸吮母亲的乳头。与巴甫洛夫将条件刺激和条件反射所做的工作一样，1936年康纳德·洛伦兹提出了钥匙刺激的概念:他用这个直观的概念去描述一种能引起一种特定的反应的特定的刺激。中枢神经系统的一部分，其实就是AAM，作为“开关”,赋予这种特定的“输入”一个特定的“输出”。它是本能运动的上游环节,它会分析"输入"(过滤)并激活个体行为。根据本能理论AAM会在不离环境下压制行动特异性能量的释放，而在有利环境下用于推动一本能运动。
在一定程度上AAM可以被看作是黑盒(生物)里的东西，它有三个特征:
1. 对钥匙刺激的识别和随之而来的行为是先天的，并且种属特异的;
2. 没有AAM，生物体就不能对钥匙刺激作出适宜的应答;
3. 应激行为是定型行为,因为钥匙刺激，AAM和特定的反应是联系在一起理解的。

为实验而培养没有经验的动物是用于证明先天行为的最好对象;新孵化的幼鸟不可能在孵化前拥有视觉。这也是为什么早期的行为学家会专注于鸟学。
- 一个用于证明钥匙刺激和本能行为的很好的例子就是母鸟归巢的时候，幼鸟多会张开喙部-它们从没学习过，可是自从母鸟第一次归巢就已经如此。

钥匙刺激有时在一段时间后会消失,但根据本能理论那种行动特异性能量却持久存在,那么本能行为学家就有理由相信终究会有一次本能行为的“爆发”，这被称之为空转行动(比较: 换位行为)。

## AAM的神经生物学基础
行为学家和神经生理学家多次证实了环境的生物"先天认知”的存在-但不大确定是,环境刺激要如何才能触发AAM引起应答。科学家寻找与AAM对应的神经元群体，在神经生理学上去证明该理论的正确性，这些工作目前还处于起步阶段。
更大的问题是，AAM只是一种没有实验基础的纯理论。通常是首先通过观察发现，动物即使没有事先学习，也能对特定的刺激做出特定的反应，于是就说，它们拥有与生俱来的对环境的认知知识和一套行为模式。这种刺激和反应的偶联以神经生理学过滤系统为前提：就此而言，AAM还是这种生硬的刺激-反应偶联的纯逻辑结果。钥匙刺激和AAM是不能独立地被实验证明的，根据钥匙刺激的定义，它是通过特定的AAM激发行为的。而AAM则是反过来，它总是与一种特定的钥匙刺激相联系的。
因此AAM的概念与其说是属于自然科学的，不如说是认知理论或是自然哲学方面的。目前它在科学研究方面没有特别大的意义。
- 同样在1970年左右科学家就已经通过食用蛙 (Rana esculenta)证明,视网膜上特定的细胞只能对外界物体的某一种运动产生感觉，从而激活与外界物体相关的神经元，区分“敌”或“友”。但同时该发现也证明了，并没有专一对应于“苍蝇”或“蠕虫”的神经元，这种对环境的认知是不同组群神经元相互协调的结果，是食用蛙大脑不同部位合作的产物。